# Communauté rurale de Taïba Ndiaye
Taïba Ndiaye est une commune du Sénégal située à l'ouest du pays. 
Elle fait partie de l'arrondissement de Méouane, du département de Tivaouane et de la région de Thiès.

## Parc éolien
La communauté accueille un parc éolien de 46 éoliennes atteignant 180m de hauts et capables de produire 158,7 MW d'électricité. Le parc est construit à partir de septembre 2018 et sa mise en service complet a lieu juillet 2020. A cette date, ce parc est l'un des plus importants d'Afrique et produit 15% de l'électricité du pays. Ce parc représente un investissement de 200 milliards de CFA.